# Bruno Barbieri (calciatore)
Bruno Barbieri (Bottrighe, 6 maggio 1918 – Genova, 3 luglio 1973) è stato un calciatore e allenatore di calcio italiano, di ruolo mediano.

## Carriera
Nato nei pressi di Adria, nella frazione di Bottrighe, si trasferì a Cremona per giocare nel locale sodalizio calcistico.
Dopo l'esordio nella Cremonese, in Serie B, nel 1940 si trasferì al Brescia, con cui disputò 24 partite con 3 reti nel campionato 1940-1941. A fine stagione fu acquistato dal Genova 1893, con cui esordì in Serie A il 18 gennaio 1942 nel pareggio per 0-0 sul campo del Livorno.
Chiuse la sua prima ed unica stagione nella massima serie con 8 presenze e 2 reti, realizzate nelle vittorie interne contro Napoli e Livorno, prima di fare ritorno per una stagione alla Cremonese, nel frattempo salita in Serie B. In grigiorosso non ritrovò il posto da titolare, disputando 8 presenze con 3 reti, e dopo la guerra passò per una stagione al Novara, sempre in B, e per due alla Vogherese, con cui nel 1948 retrocedette in Serie C. Nella sua seconda annata alla Vogherese ricoprì anche l'incarico di allenatore.
Nel 1949 si trasferì al Piacenza, sempre in Serie C, giocando da centromediano con la fascia di capitano. Anche con gli emiliani ebbe il doppio ruolo di allenatore e giocatore per una stagione e mezza, prima di essere sostituito dall'ungherese János Neu, e nella stagione 1949-1950 fu il terzo miglior marcatore dei piacentini, realizzando 11 reti (di cui 5 su rigore).
Chiuse la carriera a 35 anni, dopo una stagione nel Savona e una nella Sammargheritese.